# Sondra damocles
Sondra damocles là một loài nhện trong họ Salticidae.
Loài này thuộc chi Sondra. Sondra damocles được Fred R. Wanless miêu tả năm 1988.